# Adercotryminae
Adercotryminae es una subfamilia de foraminíferos bentónicos de la familia Adercotrymidae, de la superfamilia Trochamminoidea, del suborden Trochamminina, y del Orden Trochamminida. Su rango cronoestratigráfico abarca desde el Cretácico hasta el actualidad.

## Discusión
Clasificaciones previas hubiesen incluido Adercotryminae en el suborden Textulariina o en el orden Textulariida. Otras clasificaciones lo han incluido en el orden Lituolida.

## Clasificación
Adercotryminae incluye a los siguientes géneros:
- Adercotryma
- Insculptarenula †